# Antonio Carlos Ortega

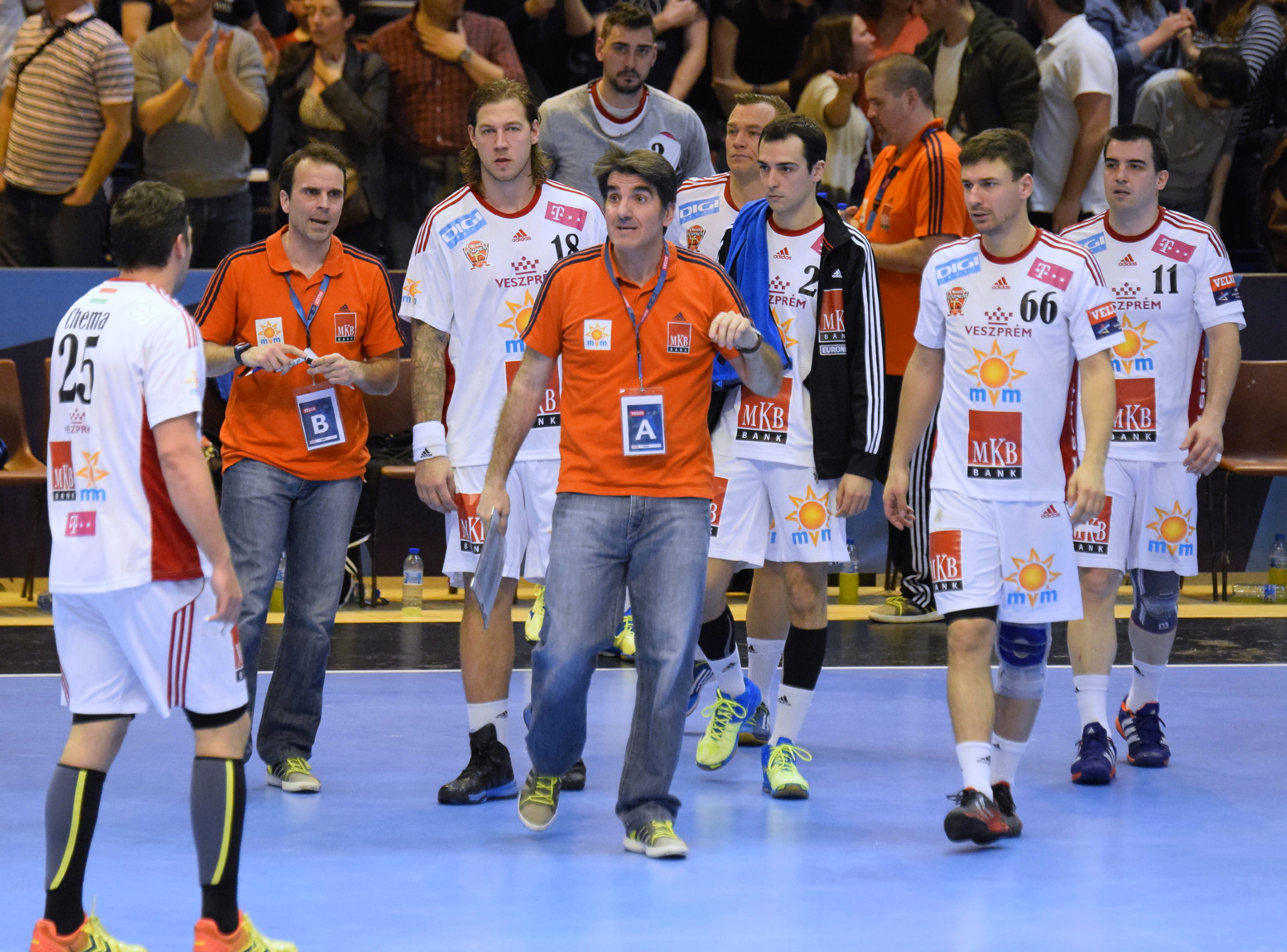
Ortega au milieu de ses joueurs du Veszprém KSE en 2015.

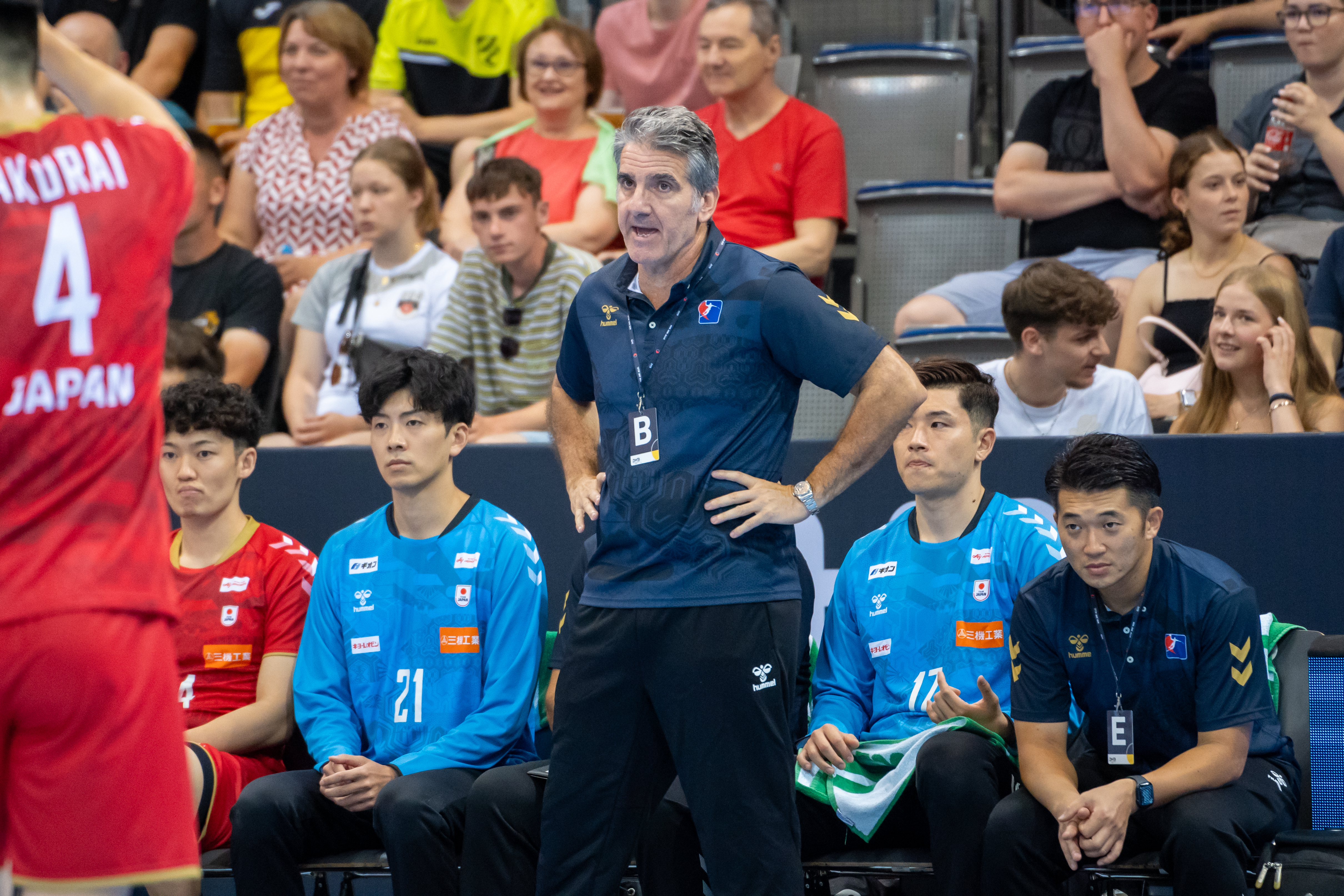
Ortega avec le Japon aux Jeux olympiques de 2024.

Antonio Carlos Ortega Pérez, né le 14 juillet 1971 à Malaga, est un ancien handballeur espagnol. Ayant évolué pendant onze saisons avec l'équipe du FC Barcelone, il a activement pris part à l'âge d'or du club, ponctué notamment de six Ligues des Champions et de autant de championnats d'Espagne. Il est désormais reconverti entraîneur et il a pris la tête du FC Barcelone en 2021.

## Biographie
Après avoir commencé sa carrière professionnelle au BM Malaga en 1990, il rejoint en 1994 le FC Barcelone avec lequel il va se construire onze saisons durant un palmarès important : huit coupes d'Europe dont six Ligues des Champions et vingt-et-un titres nationaux dont six championnats d'Espagne. Sélectionné à 144 reprises pour 507 buts marqués en équipe nationale d'Espagne, il remporte une médaille d'argent au Championnat d'Europe 1998 puis deux médailles de bronze au Championnat d'Europe 2000 puis aux Jeux olympiques 2000 de Sydney.
Après avoir mis un terme à sa carrière de joueur en 2005, il devient cette même année entraineur du CB Antequera. Dès sa première saison, il permet au club de devenir Champion de Division 2 et ainsi d'accéder à la Liga ASOBAL. Le club étant en difficulté financière, il quitte son poste en 2011.
En 2012, il est le nouvel entraîneur du Veszprém KSE. Avec le club hongrois, il remporte en trois saisons trois championnats et trois Coupes et permet au club d'atteindre pour la première fois de l'histoire la finale de la Ligue des champions en 2015 et de remporter la Ligue SEHA dès sa première participation.
Cependant, le début de la saison 2015-2016 n'est pas à la hauteur des attentes des dirigeants (notamment la défaite en finale du Super Globe qui empêche au club d'empocher le pactole de 400 000 $ octroyé au vainqueur), il est démis de ses fonctions le 21 septembre et remplacé par son adjoint.
Début 2016, il est nommé à la tête de l'équipe nationale du Japon en vue du Championnat d'Asie. Grâce à une victoire lors du match pour la 3e place face à la Corée du Sud, il permet ainsi au Japon de se qualifier Championnat du monde 2017. Il quitte son poste après la compétition en janvier 2017.
En parallèle, il prend en février 2016 la direction du club danois du KIF Copenhague. Si le club a été sanctionné de trois matchs perdus à cause problèmes administratifs liés à sa nomination, le club participe malgré tout aux Play-offs du Championnat du Danemark. Il ne parvient pas à remporter de titre avec le club danois et rejoint à l'intersaison 2017 le club allemand du TSV Hannover-Burgdorf.
Alors qu'il avait initialement prolongé son contrat avec les preux de Hanovre jusqu’en 2023, il rejoint finalement à l'été 2021 le FC Barcelone après plusieurs semaines de tractations.
En 2024, il retrouve temporairement la tête de l'équipe nationale du Japon en vue des Jeux olympiques de Paris, terminés à la 11e place.

## Palmarès de joueur

### En clubs
compétitions internationales
- Ligue des champions (C1) (6) : 1996, 1997, 1998, 1999, 2000, 2005
- Coupe des vainqueurs de coupe (C2) (1) : 1995
- Coupe de l'EHF (C3) (1) : 2003
  - Finaliste en 2002
- Supercoupe d'Europe (5) : 1996, 1997, 1998, 1999, 2003

compétitions nationales
- Championnat d'Espagne (6) : 1996, 1997, 1998, 1999, 2000, 2003
- Coupe d'Espagne (4) : 1997, 1998, 2000, 2004
- Coupe ASOBAL (4) : 1996, 2000, 2001, 2002
- Supercoupe d'Espagne (7) : 1996-97, 1997-98, 1999-2000, 2000-01, 2003-04

### En équipe nationale
- Jeux olympiques[9]
  -  Médaille de bronze aux Jeux olympiques 2000 de Sydney,  Australie
  - 7e place aux Jeux olympiques 2004 d'Athènes,  Grèce
- Championnats d'Europe
  -  Médaille d'argent au Championnat d'Europe 1998,  Italie
  -  Médaille de bronze au Championnat d'Europe 2000,  Croatie
- Championnats du monde
  - 4e place au Championnat du monde 2003[10],  Portugal
  - 5e place au Championnat du monde 2001[11],  France

### Distinctions individuelles
- Élu meilleur arrière droit de l'année en Espagne en 2003

## Palmarès d'entraîneur

### En clubs
compétitions internationales
- Vainqueur de la Ligue SEHA (1) : 2015
- Ligue des champions
  - Vainqueur : 2022, 2024
  - Finaliste en 2015

compétitions nationales
- Vainqueur du Championnat d'Espagne de Division 2 (1) : 2005
- Vainqueur du Championnat de Hongrie (3) : 2013, 2014, 2015
- Vainqueur de la Coupe de Hongrie (3) : 2013, 2014, 2015
- Vainqueur du Championnat d'Espagne (3) : 2022, 2023, 2024
- Vainqueur de la Coupe du Roi (3) : 2022, 2023, 2024
- Vainqueur de la Coupe ASOBAL (3) : 2022, 2023, 2024